# 翁德魯祖區
翁德魯祖區，是馬達加斯加的行政區，位於該國東南部，由阿齊莫-阿齊那那那區負責管轄，首府設於翁德魯祖，面積2,953平方公里，2011年人口121,274，人口密度每平方公里41人。